# Molo (bướm nhảy)
Molo là một chi bướm ngày thuộc họ Bướm nâu.